# Die Wilden Kerle 3
Die Wilden Kerle 3 (Untertitel: Die Attacke der Biestigen Biester!) ist ein deutscher Kinderfilm aus dem Jahr 2006. Er ist die zweite von fünf Fortsetzungen von Die Wilden Kerle. Die Handlung basiert zu weiten Teilen auf Band 13 (Markus, der Unbezwingbare) der erfolgreichen Kinderbuchreihe.

## Handlung
Nach der 1:25-Niederlage gegen das deutsche Nationalteam hat Leon seine Mannschaft im Stich gelassen. Dadurch wird die Mannschaft der Wilden Kerle aufgelöst und alle verstreuen sich in verschiedene Himmelsrichtungen.
Nur Nerv, der zwar noch kein Wilder Kerl ist, aber die Jungs schwer bewundert, kann das so nicht akzeptieren und geht zum Teufelstopf, der Arena der Wilden Kerle. Doch lange muss er nicht warten. Die „Biestigen Biester“, welche bis auf ihren Anführer nur aus Mädchen bestehen, beanspruchen den Titel „Wildeste Fußballmannschaft der Welt“. Der Anführer dieser Mannschaft ist Fabi, ein ehemaliger Wilder Kerl und der ehemalige beste Freund von Leon. Allerdings hat sich Fabi von Leon nicht gerecht behandelt gefühlt.
Nerv versucht, obwohl Leon es ihm ausreden wollte, das Team wieder zusammenzubringen, und schafft es auch bis auf Marlon und Markus. Und da Nerv Juli schließlich doch mit seinem Seitfallflugvolley Dampfhammerbooster überzeugen konnte und dieser Vanessa überzeugt, bekommen sie dank Vanessa auch Leon zurück, der in einer Countryband (dargestellt von den Bananafishbones, welche in allen Filmen für den Soundtrack verantwortlich waren) war. Sie gehen zu Hadschi ben Hadschi in seine Geheimerfinderwerkstatt.
Dort reparieren sie ihre Fahrräder und erhalten ihre Ausrüstung sowie neue Trikots von Hadschi ben Hadschi.
Mit ihren Fahrrädern müssen sie sich in vier Tagen zur Arena der Biestigen Biester, der 183 km entfernten Natternhöhle, durchkämpfen. Der Weg dorthin ist aber nicht sehr einfach und sie müssen einige Gefahren bis ins Ziel meistern.
Die wilden Kerle sind noch nicht wieder komplett versöhnt. Vanessa hat es Leon noch nicht verziehen, dass er damals die Mannschaft und vor allem sie im Stich gelassen hat. Doch beweist Leon, dass er wieder ein wilder Kerl ist, indem er die Fahrräder der anderen Kerle repariert, er hatte die Idee den Regen zu vertreiben  und er vertreibt mit etwas Unterstützung unerwünschte Eltern.
Später springen alle in einen kleinen See und haben Spaß, wobei Vanessa sich für das Spiel gegen den dicken Michi, die rosa Pumps, den Brief, den Leon ihr geschrieben hat, dafür dass sie die Reise machen und für den Kuss bedankt, woraufhin sie und Leon sich küssen.
Unter anderem versucht der Vater von Maxi zusammen mit der Mutter von Nerv die Kinder wieder zurückzuholen. Auch die Biestigen Biester schrecken vor nichts zurück und entführen Leon in ihren Unterschlupf. Dort muss er feststellen, dass die Mädchen beim Fußballsquash alle besser sind als er.
Seine Freunde denken zuerst, er sei wie nach dem Fußballdebakel gegen die deutsche Mannschaft wieder abgehauen. Zum Glück bemerken sie dann doch, dass die Biestigen Biester dahinter stecken und versuchen, Leon zu befreien. Dabei geraten sie in einen Hinterhalt der Konkurrenten. In Form zweier anderer Wilde Kerle, die doch noch zurückgekehrten Markus und Marlon, kommt die Rettung letzten Endes mit Hilfe der Waffen von Hadschi ben Hadschi.
Um nun den Titel „Wildeste Fußballmannschaft der Welt“ zu behalten, wird der Fußballkampf in der Arena „Natternhöhle“ ausgetragen.
Dort haben die Biestigen Biester allerdings einen großen Heimvorteil, da es in dem Stadion einige versteckte Tricks gibt.
Außerdem sind die Kerle nicht in Topform. Nur Markus, der Torhüter, kann sich lange Zeit gegen den Treffer stemmen, doch kurz vor der Pause passiert es.
Leon will klären und schiebt den Ball dabei in das eigene Tor.
Da Leon prophezeit wurde, dass er das entscheidende Tor machen würde, ist er nun total geknickt und möchte eigentlich aufgeben. Nur die Tatsache, dass seine Freunde an ihn glauben, gibt ihm Hoffnung.
Dennoch wechselt er sich selber gegen Nerv aus.
Auch in der zweiten Hälfte sind die Biestigen Biester total überlegen. Doch Markus hält jeden Ball bis kurz vor Schluss.
Beim Herauslaufen wird er ausgespielt, und der Ball rollt in Richtung Tor, doch im letzten Moment kann Juli den Ball rauskicken. Der Ball springt zu Markus, der im Alleingang nach vorne stürmt und zwei Sekunden vor Schluss den Ball genau auf Nerv spielt, der ihn mit seinem Seitfall-Flugvolley-Dampfhammerbooster direkt in den Winkel hämmert.
Da das Spiel unentschieden endet, kommt es zum Showdown zwischen Leon und Fabi. Sollte Fabi gewinnen, muss Leon eingestehen, dass die Biester wilder sind als die Kerle, gewinnt allerdings Leon wird Fabi wieder zu seinem Freund.
Leon gewinnt, doch Fabi, der sich von Leon nur ausgenutzt gefühlt hat, hat keine Lust auf eine erneute Freundschaft mit Leon und haut ab. Doch die Biester und die Kerle fangen ihn ab, und Leon überzeugt Fabi, dass ihm die Freundschaft mit Fabi viel bedeutet.
Zum Schluss feiern beide Teams gemeinsam.

## Filmmusik
1. Für immer
2. Keiner ist wilder wie wir
3. Du nervst!
4. Bestzeit
5. Fabi
6. Wilde Zeiten ade
7. Was ist los mit dir
8. Sommer
9. Biestige biester
10. Böse
11. Aus
12. Ich dank dir
13. Zweifel
14. Schlacht
15. Natternhöhle
16. Wiedervereint
17. Fahrt
18. Glashaus
19. Verfolgung
20. Geheimversteck

## Kritik
„Die schlichte Handlung ist Anlass für ein bombastisches Fantasie-Spektakel nach Mustern einschlägiger Genrefilme. Konfektionierte Unterhaltung, die sich phasenweise im distanzlosen Einüben hohler Macho-Posen und -Phrasen gefällt.“

„Filmerischer Punktsieg auch in Runde 3, in der wilde Biester die halbwüchsig gewordenen Kerle herausfordern. Im Geschlechter(wett)kampf muss man sich auch den eigenen Schwächen stellen.“

„Der Balanceakt zwischen amüsanter Anarchie und purer Asozialität, zwischen naivem Kinderfilm und coolem Jugendabenteuer gelingt nicht immer. Die Mini-Machos im Publikum werden trotzdem jubeln – und ihre Eltern leise seufzen.“

## Auszeichnungen
- 2006: Box Office Germany Award für eine Million Kinobesucher in zehn Tagen
- 2006: Prädikat Wertvoll der Filmbewertungsstelle Wiesbaden